# Anthurium lucorum
Anthurium lucorum är en kallaväxtart som beskrevs av Adolf Engler. Anthurium lucorum ingår i släktet Anthurium och familjen kallaväxter. Inga underarter finns listade.